# Гревцов, Иван Георгиевич
Иван Георгиевич Гревцов (10 сентября 1940, Гомель — 10 мая 2001, Ялта, АР Крым) — советский белорусский и украинский певец (тенор), заслуженный артист УССР (1984).

## Биография
В 1966 г. окончил Гомельское музыкальное училище. В 1966—1967 — артист Государственного народного хора в Минске.
С 1967 г. — солист Черниговской филармонии.
В 1967—1968 гг. — солист народной оперы при ялтинском клубе медицинских работников.
В 1968—2001 гг. — солист Крымской филармонии (Ялтинского отделения).
В его репертуаре произведения мировой классики, романсы и народные песни.

## Награды
- 1983 — Лауреат Всеукраинского конкурса камерных исполнителей «Золотая осень» (Киев, 3-я премия)
- 1984 — Заслуженный артист УССР

## Семья
- Жена — Мария Гревцова (Вихрова) (род. 1946), певица (сопрано) и педагог, заслуженная артистка УССР.
- Дочь — Лилия Гревцова (род. 1974), солистка Национального академического театра оперы и балета Украины имени Тараса Шевченко, народная артистка Украины (2016).[3]